# Cheilanthes hypoleuca
Cheilanthes hypoleuca là một loài thực vật có mạch trong họ Adiantaceae. Loài này được (Kunze) Mett. miêu tả khoa học đầu tiên năm 1859.